# مانوئل مانوئلیان
مانوئل گارگینی مانوئلیان (ارمنی: Մանվել Գարեգինի Մանվելյան؛ زادهٔ ۱۳ سپتامبر ۱۹۱۳ - درگذشته ۱۹۸۵) یک شیمی‌دان و استاد دانشگاه اهل ارمنستان بود.

## زندگی‌نامه
در ۱۳ مهٔ ۱۹۱۳ در وان به دنیا آمد و از دانشگاه ملی پلی‌تکنیک ارمنستان (۱۹۳۵) فارغ‌التحصیل شد. وی در دانشگاه ملی پلی‌تکنیک ارمنستان (۱۹۳۳–۱۹۴۰) و فرهنگستان ملی علوم ارمنستان (۱۹۳۵–۱۹۵۷) فعالیت می‌کرد و عضو فرهنگستان ملی علوم ارمنستان (۱۹۶۳) بود. وی همچنین برنده نشان پرچم سرخ کار، نشان برجسته افتخار، نشان پرچم سرخ، دانشمند شایسته ارمنستان شوروی (۱۹۷۰) شده است. وی در ۱۹۸۵ در سن ۷۲ سالگی در ایروان درگذشت.

## یادداشت
1. ↑  քիմիական գիտությունների դոկտոր